# Niederschönenfeld
Niederschönenfeld là một đô thị ở huyện Donau-Ries trong bang Bayern nước Đức. Đô thị Niederschönenfeld có diện tích 14,39 km².